# 大田区立千鳥小学校
大田区立千鳥小学校（おおたくりつ ちどりしょうがっこう）は、東京都大田区千鳥にある公立小学校。

## 沿革
- 1952年 - 千鳥小学校として開校。
- 1957年 - 校歌・校章・校旗制定[1]。

## 教育目標
- 心やさしく　じょうぶな子
- 進んでやりぬく子
- よく考え　工夫する子

## 通学区域
- 千鳥一丁目1番の一部・2番の一部・3番から26番、千鳥二丁目、千鳥三丁目1番・2番・3番の一部・4番から25番、久が原六丁目24番の一部・26番の一部・27番の一部、矢口一丁目1番から10番、下丸子一丁目1番・2番、下丸子三丁目1番・2番の一部・3番・4番、下丸子四丁目1番の一部[2]

## 進学先中学校
- 大田区立大森第七中学校

## 交通
東急池上線千鳥町駅から徒歩3分。